# Marzipã
Marzipã (do italiano marzapane), marzipan ou maçapão é um doce de origem árabe, preparado a partir de uma pasta feita de amêndoas moídas, açúcar e claras de ovos, que pode ser moldada. Também podem ser adicionadas essências.
Conhecido no ocidente a partir do século VIII aproximadamente, o marzipã é servido geralmente com a forma de bolinhas ou figurinhas, pintadas com anilina ou em sua cor natural, e ainda com cobertura glaceada ou de chocolate.

## Galeria

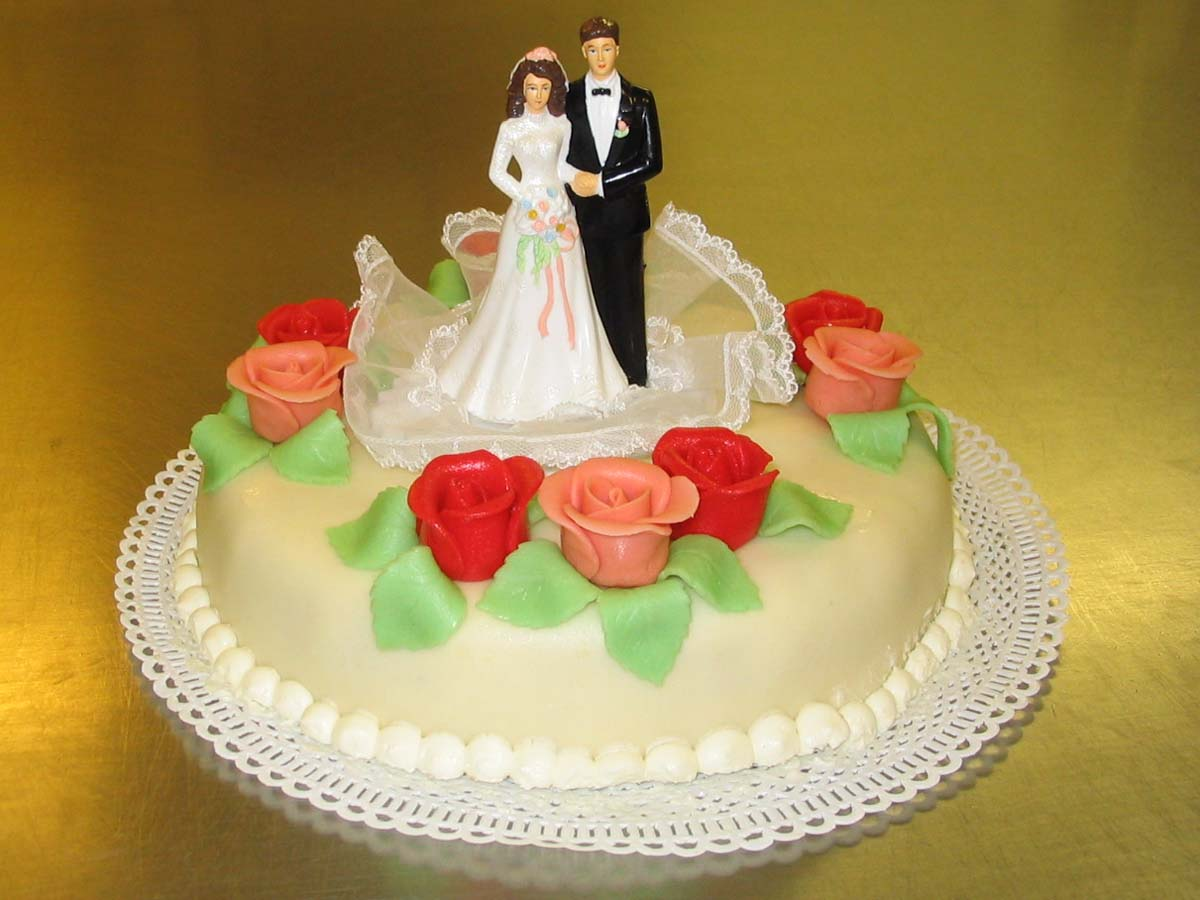
Bolo de marzipã
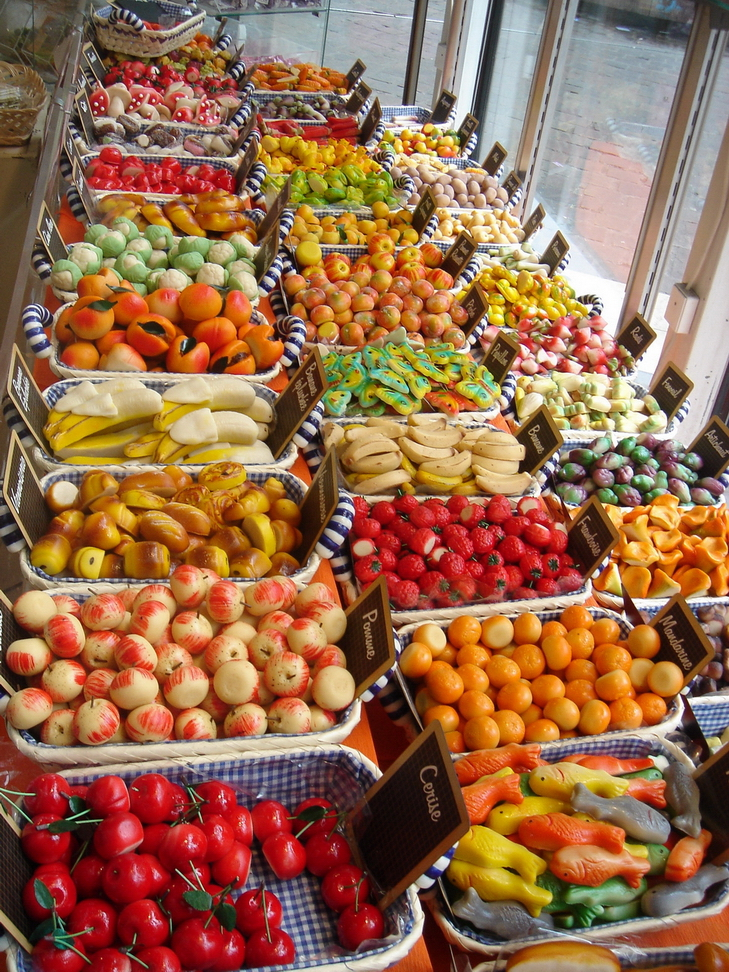
Doces de marzipã feitos em formatos de frutas.

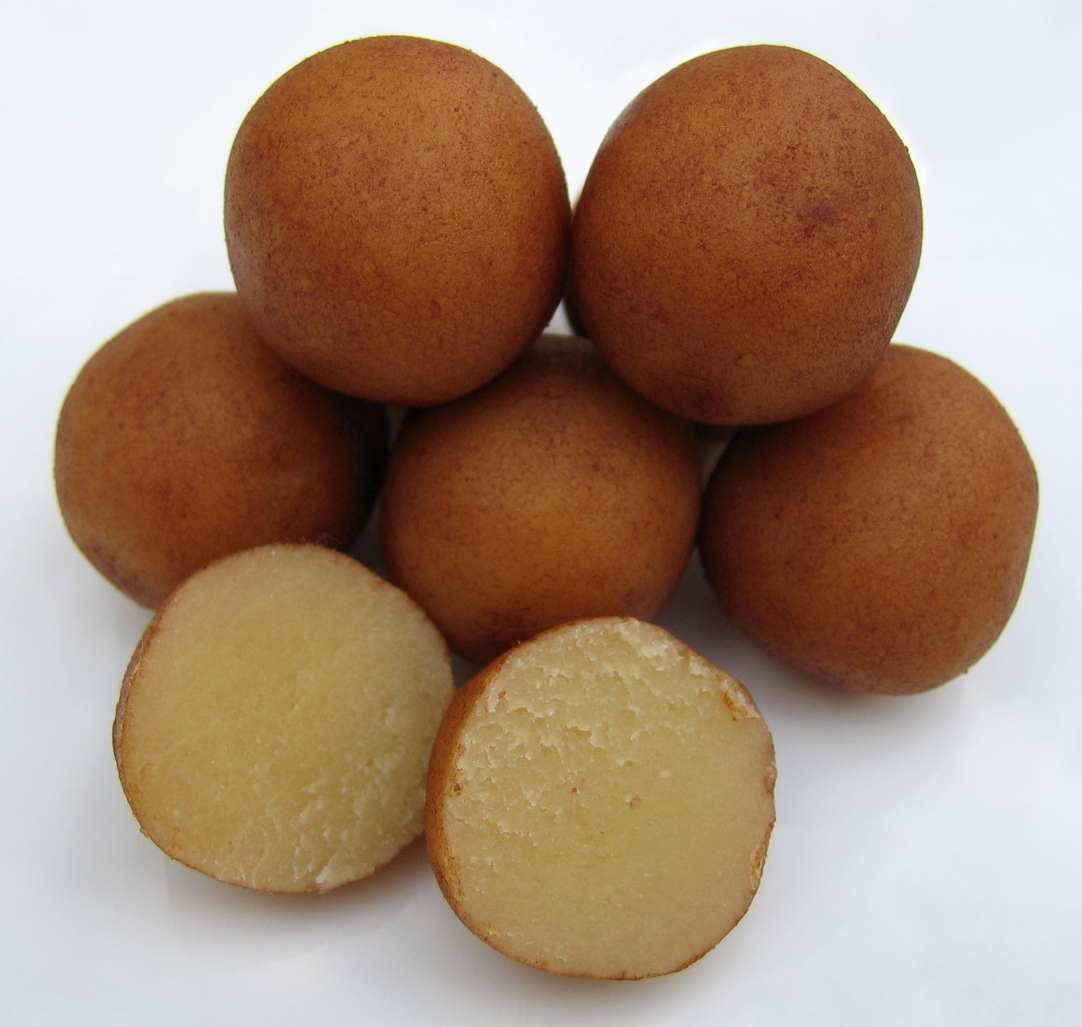
Bombons de marzipã, em forma de batatas
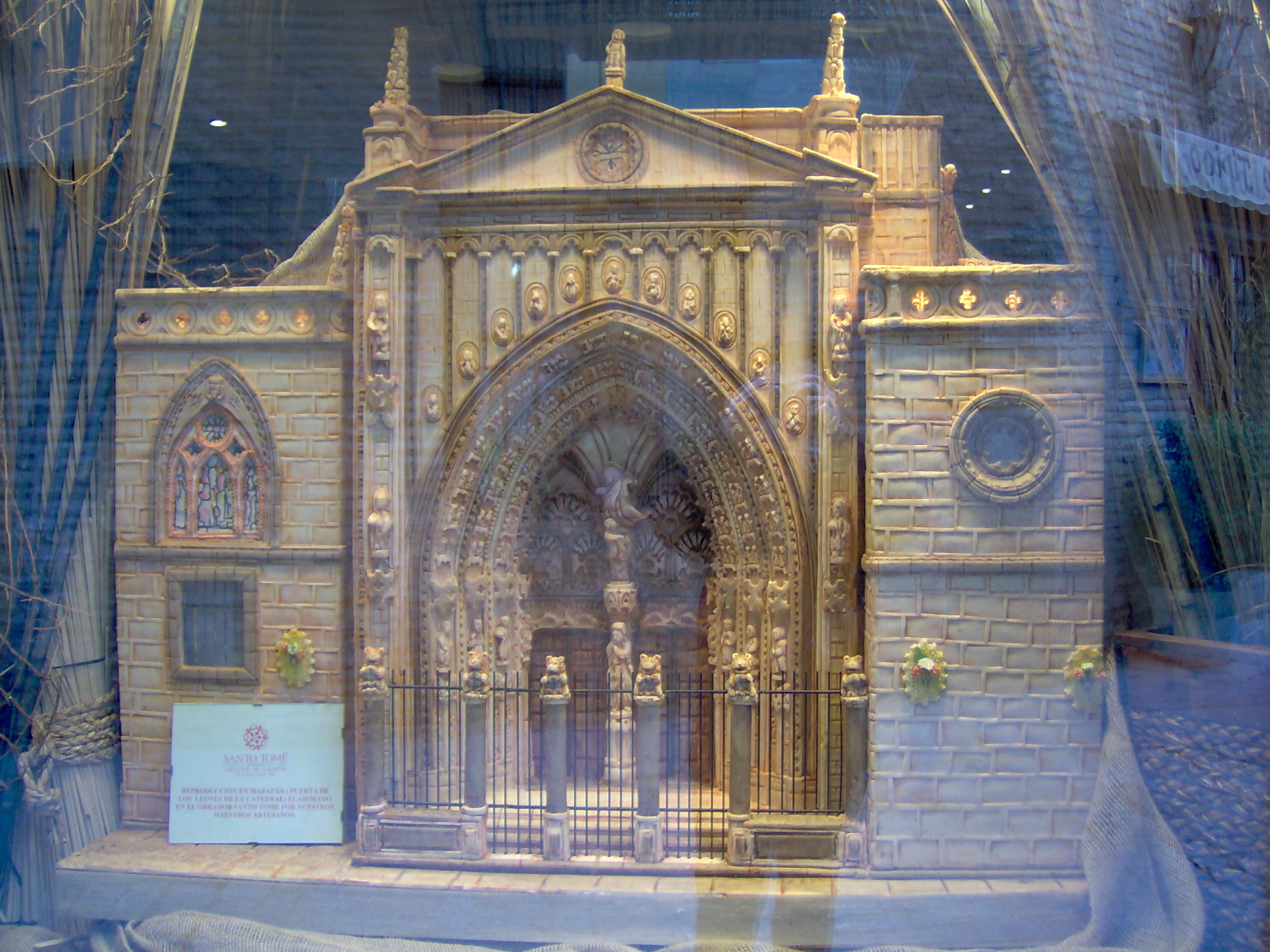
Réplica da Catedral de Toledo feita em Marzipã